# Константин Редулеску
Константин "Костел" Редулеску (рум. Constantin "Costel" Rădulescu, 5 жовтня 1896, Клуж-Напока, Австро-Угорщина — 31 грудня 1981) — румунський футболіст, що грав на позиції воротаря. По завершенні ігрової кар'єри — тренер.
Виступав за клуби «Униря-Триколор» і «Олімпія» (Бухарест).

## Ігрова кар'єра
У дорослому футболі дебютував виступами за команду «Олімпія» (Бухарест). 
1919 року перейшов до клубу «Униря-Триколор».

## Кар'єра тренера
26 жовтня 1923 очолив збірну Румунії на один товариський матч з Туреччиною (2:2).
1928 року знову став головним тренером збірної Румунії, тренував її шість років.
Очолював команду на першому в історії чемпіонаті світу 1930 року в Уругваї, де румуни зіграли проти Перу (3:1) і Уругваю (0:4).
Під час змагань Костел Редулеску двічі судив матчі Аргентини як боковий суддя , які проводилися в дні, коли Румунія не грала. Улісес Сауседо, тренер з Болівії, також арбітрував матчі у першому раунді.
Також очолював збірну Румунії на ЧС-1934 в тандемі з Уріділем.
Згодом протягом 1935–1938 років утретє очолив тренерський штаб збірної Румунії і повіз її на ЧС-1938 в тандемі з Севулеску.
Всього під його керівництвом румунська збірна провела 57 матчів (+27=9-21).
Останнім місцем тренерської роботи був клуб ЧФР.
Також був головним суддею у п'яти міжнародних матчах з 1931 по 1940 рік, чотири з яких відбувались в рамках Балканського кубка.
Помер 31 грудня 1981 року на 86-му році життя. На його честь названо стадіон «Константин Редулеску» в місті Клуж-Напока, домашня арена клубу ЧФР.